# Атюшівська сільська рада
Атю́шівська сільська́ ра́да — адміністративно-територіальна одиниця та орган місцевого самоврядування в Коропському районі Чернігівської області. Адміністративний центр — село Атюша.

## Загальні відомості
- Територія ради: 76,746 км²
- Населення ради: 1 916 осіб (станом на 2001 рік)

Атюшівська сільська рада зареєстрована 1917 року. Стала однією з 25-ти сільських рад Коропського району і одна з 17-ти, яка складається більше, ніж з одного населеного пункту.
На території сільради діє Атюшівська ЗОШ I-III ст. та Атюшівський ДНЗ.

## Населені пункти
Сільській раді були підпорядковані населені пункти:
- с. Атюша (1570 осіб)
- с. Кучі (14 осіб)
- с. Лубенець (110 осіб)
- с. Пуста Гребля (213 осіб)
- с. Рубанників (9 осіб)

## Склад ради
Рада складалася з 16 депутатів та голови.
- Голова ради: Ричок Микола Костянтинович
- Секретар ради: Савич Надія Дмитрівна

### Керівний склад попередніх скликань
| Прізвище, ім'я, по батькові | Основні відомості                                                                                  | Дата обрання | Дата звільнення |
| --------------------------- | -------------------------------------------------------------------------------------------------- | ------------ | --------------- |
| Ричок Микола Костянтинович  | Сільський голова, 1959 року народження, освіта вища, член Всеукраїнського об'єднання «Батьківщина» | 26.03.2006   | 31.10.2010      |
| Ричок Микола Костянтинович  | Сільський голова, 1959 року народження, освіта вища, член Всеукраїнського об'єднання «Батьківщина» | 31.10.2010   |                 |

Примітка: таблиця складена за даними сайту Верховної Ради України

### Депутати
За результатами місцевих виборів 2010 року депутатами ради стали:

#### За суб'єктами висування
| Суб'єкт висування                                       | Кількість обраних депутатів | %    |
| ------------------------------------------------------- | --------------------------- | ---- |
| Партія регіонів                                         | 7                           | 43,8 |
| Народна партія                                          | 3                           | 18,8 |
| Комуністична партія України                             | 2                           | 12,5 |
| Політична партія «Сильна Україна»                       | 2                           | 12,5 |
| Політична партія Всеукраїнське об'єднання «Батьківщина» | 1                           | 6,3  |
| Українська Народна Партія                               | 1                           | 6,3  |

#### За округами
| № округу                                                | Прізвище, ім'я, по батькові    | Дата визнання обраним | Освіта  | Партійна приналежність                        | Відомості про обраного депутата                    |
| ------------------------------------------------------- | ------------------------------ | --------------------- | ------- | --------------------------------------------- | -------------------------------------------------- |
| Комуністична партія України                             |                                |                       |         |                                               |                                                    |
| 2                                                       | Двойнос Тетяна Володимирівна   | 01.11.2010            | середня | член Комуністичної партії України             | Атюшівська лікарська амбулаторія, медсестра        |
| 8                                                       | Попок Анатолій Павлович        | 01.11.2010            | вища    | член Комуністичної партії України             | пенсіонер                                          |
| Народна Партія                                          |                                |                       |         |                                               |                                                    |
| 12                                                      | Олефіренко Надія Миколаївна    | 01.11.2010            | середня | член Народної партії                          | Атюшівська сільська рада, касир                    |
| 14                                                      | Писаренко Ганна Павлівна       | 01.11.2010            | середня | член Народної партії                          | Атюшівське споживче товариство, головний бухгалтер |
| 15                                                      | Карацюба Ольга Андріївна       | 01.11.2010            | середня | член Народної партії                          | Атюшівське споживче товариство, бухгалтер          |
| Партія регіонів                                         |                                |                       |         |                                               |                                                    |
| 1                                                       | Терещенко Валентина Григорівна | 01.11.2010            | вища    | член Партії регіонів                          | пенсіонер                                          |
| 4                                                       | Рачіпа Любов Андріївна         | 01.11.2010            | середня | член Партії регіонів                          | Атюшівське відділення зв"язку, заввідділенням      |
| 5                                                       | Драган Раїса Федорівна         | 01.11.2010            | середня | член Партії регіонів                          | Атюшівська лікарська амбулаторія, фельдшер         |
| 6                                                       | Приходько Тетяна Семенівна     | 01.11.2010            | середня | член Партії регіонів                          | приватне піприємство, продавець                    |
| 9                                                       | Савич Надія Дмитрівна          | 01.11.2010            | середня | член Партії регіонів                          | Атюшівська сільська рада, секретар                 |
| 10                                                      | Приходьмо Тетяна Григорівна    | 01.11.2010            | середня | член Партії регіонів                          | Атюшівська сільська рада, бухгалтер                |
| 16                                                      | Лунко Наталія Василівна        | 01.11.2010            | середня | член Народної партії                          | Атюшівський сільський клуб, завідувачка            |
| Політична партія Всеукраїнське об'єднання «Батьківщина» |                                |                       |         |                                               |                                                    |
| 13                                                      | Ващенко Ніна Миколаївна        | 01.11.2010            | середня | член Всеукраїнського об'єднання «Батьківщина» | Атюшівська лікарська амбулаторія, медсестра        |
| Політична партія «Сильна Україна»                       |                                |                       |         |                                               |                                                    |
| 7                                                       | Розчик Петро Васильович        | 01.11.2010            | середня | член Політичної партії «Сильна Україна»       | фермерське господарство «Білі Роси», ветлікар      |
| 11                                                      | Ковтун Анатолій Михайлович     | 01.11.2010            | середня | член Політичної партії «Сильна Україна»       | тимчасово не працює                                |
| Українська Народна Партія                               |                                |                       |         |                                               |                                                    |
| 3                                                       | Драгун Наталія Іванівна        | 01.11.2010            | вища    | член Української Народної Партії              | Атюшівська загальноосвітня школа, вчитель          |